# 浦佐バイパス

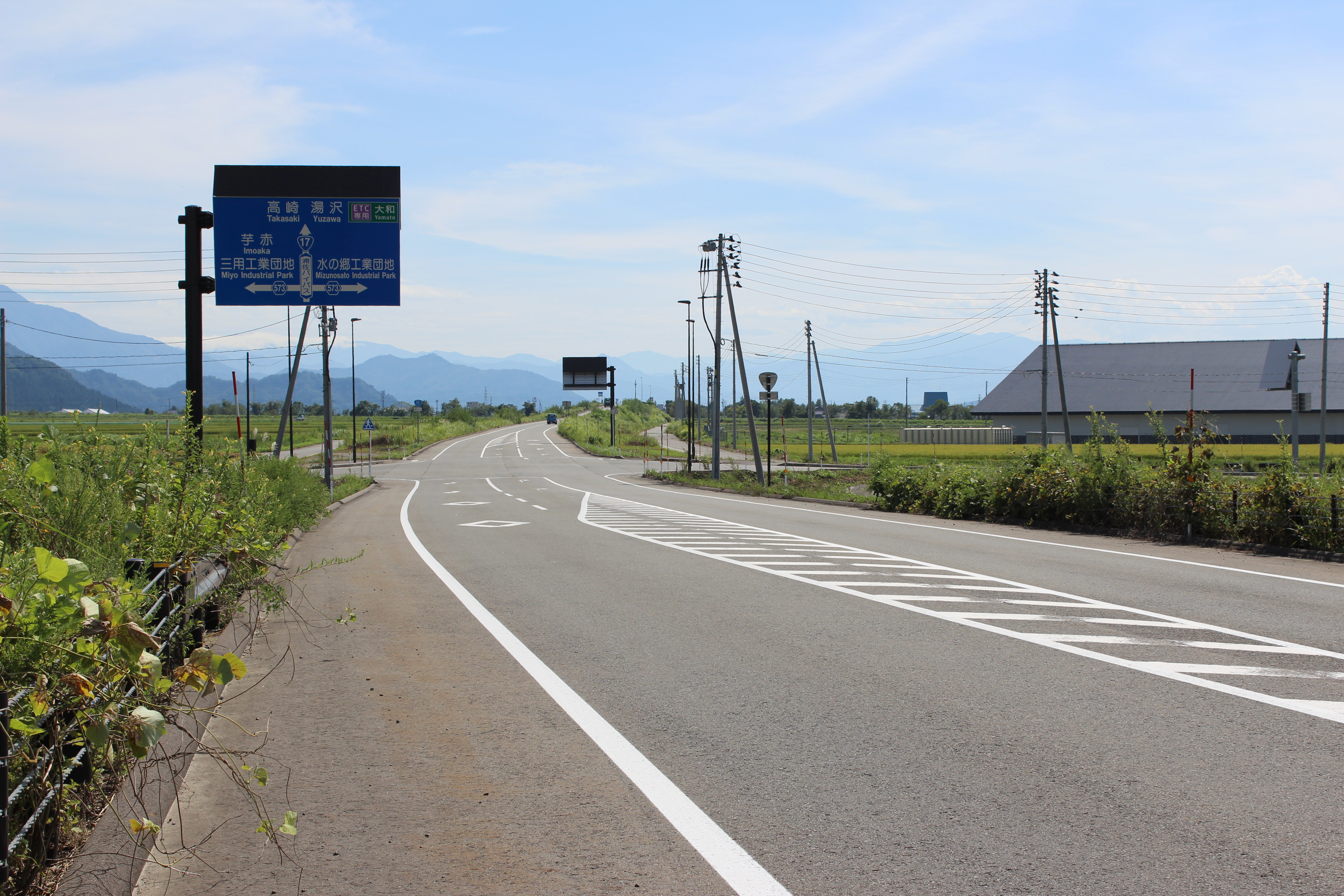
県道573号との交差点付近

浦佐バイパス（うらさバイパス）は、新潟県南魚沼市市野江甲から、魚沼市虫野へと至る、全長6.6キロメートル (km) の国道17号バイパスである。

## 概要
当バイパスは、国道17号現道において発生していた冬季除雪障害、魚野川洪水時の路面冠水、春先の濃霧といった問題を解消・回避するとともに、2015年（平成27年）6月2日に開院した魚沼基幹病院への緊急搬送路の構築を目的に計画された。
2021年（令和3年）12月11日時点で南魚沼市浦佐から魚沼市虫野までの延長5.0 kmが開通している。

### 路線データ
- 起点 - 南魚沼市市野江甲[1]
- 終点 - 魚沼市虫野[1]
- 全長 - 6.6 km[1]
- 規格 - 第3種第2級[1]
- 道路幅員 - 18.0 m
- 車線幅員 - 3.5 m[1]
- 車線数 - 完成2車線[1]
- 設計速度 - 60 km/h[1]

## 沿革
- 1988年度（昭和63年度）：事業化[1]
- 1991年度（平成3年度）：都市計画決定[1]
- 1993年度（平成5年度）：用地買収に着手[1]
- 1997年度（平成9年度）：工事着手[1]
- 2001年（平成13年）3月27日：新潟県道28号塩沢大和線・新潟県道573号雷土新田浦佐線 - 新潟県道265号下折立浦佐停車場線（八色の森公園）間の延長1.1 kmが開通[1]。
- 2009年（平成21年）：事業が一時凍結されるも、同年内に解除[4]。
- 2012年（平成24年）12月22日：新潟県道265号下折立浦佐停車場線 - 新潟県道573号雷土新田浦佐線間の延長1.1 kmが開通[1][5][6]。
- 2014年（平成26年）11月30日：新潟県道573号雷土新田浦佐線からの十日町地区内延長1.8 kmが開通[1][7][8]。
- 2021年（令和3年）12月11日：魚沼市大浦 - 同市虫野間延長1.0 kmが開通[3]。

## 路線状況

### 道路施設
- 新浦佐大橋（仮称）：延長720 m。魚野川にかかる予定[1]。
- 水無大橋[6][9][10]
  - 形式 - 4径間連続少数鈑桁橋
  - 橋長 - 162.0 m
    - 最大支間長  - 43.7 m

  - 幅員
    - 車道 - 9.38 m
    - 歩道 - 3.50 m

  - 竣工 - 2012年（平成24年）
  - 南魚沼市に照会し、水無大橋と名付けられた。また、橋の色はグリーンイエローである。
- 新三用川橋：延長54 m[1][3]。
- 虫野トンネル：延長127 m[1][3]。

## 地理

### 通過する自治体
- 新潟県
  - 南魚沼市 - 魚沼市

### 交差する道路
| 交差する道路                    | 交差する場所 |
| ------------------------------- | ------------ |
| 国道17号                        |              |
| 国道17号                        | 浦佐         |
| 新潟県道28号塩沢大和線          |              |
| 新潟県道265号下折立浦佐停車場線 |              |
| 新潟県道573号雷土新田浦佐線     |              |
| 新潟県道232号浦佐小出線         |              |
| 国道17号                        | 虫野         |
| 国道17号                        |              |

### 接続するバイパスとの位置関係
（沼田・高崎・東京方面）五日町バイパス - 現道 - 浦佐バイパス - 小出改良区間（長岡・新潟方面）